# Euphyia limitata
Euphyia limitata là một loài bướm đêm trong họ Geometridae.